# محمد رضا آل ياسين
محمد رضا عبد الحسين آل ياسين الكاظمي (27 نوفمبر 1880 - 4 مايو 1951) فقيه مسلم وشاعر عراقي. ولد في الكاظمية ببغداد. تلقى تعليمه في مسقط رأسه، على يد جديه محمد حسن آل ياسين وهادي صدر الدين وعلى أبيه وخاله حسن الصدر، ثم درس مقدمات العلوم وعلم الأصول على بعض العلماء. عمل بالتدريس، وانتهت إليه زعامة المذهب الشيعي في النجف بعد وفاة أبو الحسن الإصفهاني. توفي في الكوفة ودفن في النجف. له ديوان شعر وسبيل الرشاد في شرح نجاة العباد و رسالة بلغة الراغبين في فقه آل ياسين.

## سيرته
ولد محمد-رضا بن عبد الحسين بن باقر آل ياسين في الكاظمية 25 ذي الحجة 1297 هـ/ 27 نوفمبر 1880 م (أو يقال في 7 ربيع الأول/ 17 فبراير) ونشأ في حجور جديه محمد حسن آل ياسين وهادي صدر الدين وأخذ عن أبيه وخاله المجتهد حسن الصدر وصهره إسماعيل الصدر وعبد الحسين البغدادي. اجتهد وهو دون العشرين وسكن النجف سنة 1339 هـ ورجعت إليه شيعة العراق وكان من المرشحين لزعامة الطائفة بعد وفاة أبو الحسن الإصفهاني.

من تلامذته اخواه راضي ومرتضى، نجله محمد حسن، محمد طاهر آل راضي، ابن أُخته محمد باقر الصدر، محمد الحسيني الروحاني، محمد تقي بحر العلوم، موسى الصدر، جعفر آل محبوبة، عباس الرميثي، عباس الخويبراوي الناصري، عبد الحميد الخنيزي القطيفي، محمّد رضا فرج الله النجفي، إبراهيم مبارك البحراني، محمد تقي الجواهري وأمير محمد القزويني.

توفي يوم السبت في الساعة السابعة والنصف عصرا 28 رجب 1370 هـ/ 4 مايو 1951 م في الكوفة وصلى عليه أخوه مرتضى ودفن بمقبرة الأُسرة في النجف.

## شعره
من شعره كتب بيتان بالقاشاني على المأذنةُ الشمالية في صحن محمد بن علي الهادي ببلد:
قال عندما زار مرقد مسلم بن عقيل :

## مؤلفاته
- سبيل الرشاد في شرح نجاة العباد
- شرح منظومة السيد بحر العلوم
- رسالة بلغة الراغبين في فقه آل ياسين
- ديوان شعره
- أحكام السلام
- منظومة في صلاة المسافر
- شرح التبصرة في الفقه
- شرح مشكلات العروة الوثقى
- حواشي العروة الوثقى
- حواشي وسيلة النجاة
- مناسك الحج [6]